# Alma Söderhjelm
Alma Söderhjelm (Vyborg, 10 de maio de 1870 - Saltsjöbaden, 17 de março de 1949) foi uma historiadora e escritora finlandesa, com foco na história da França. Também foi crítica de cinema e teatro, jornalista, e a primeira mulher a ser contratada como professora na Finlândia.

## Biografia
Nasceu no dia 10 de maio de 1870, na cidade de Vyborg, como filha de pais suecos, Amanda Olivia Clouberg e Werner Woldemar. Se formou no ensino médio em 1889. Seu irmão mais velho e seu pai a incentivaram a entrar para a universidade. Naquele período, a Finlândia era um ducado da Rússia, e as mulheres precisavam de autorização do czar para ingressar no ensino superior; o que foi concedido a Söderhjelm em 1889, entrando para a Imperial Alexander University, em Helsinque; e se graduando em História Geral, em 1894. Viajou para Paris, onde ficou por 3 anos para pesquisar sobre a Revolução Francesa. Sua tese de doutorado, Le régime de la presse pendant la Révolution française (em português: O regime da imprensa durante a Revolução Francesa) publicada em 1900, ganhou reconhecimento internacional entre a comunidade acadêmica.
Após a conclusão do doutorado, Söderhjelm não conseguiu vaga como professora, apesar do apoio do corpo docente da Imperial Alexander University, devido a política da época que proibia as mulheres em cargos acadêmicos. Somente em 1906, com a alteração da lei, Söderhjelm foi aceita para o cargo de professora sênior na Universidade de Helsinque, se tornando a primeira mulher a ser contratada como professora na Finlândia.
Se mudou para Estocolmo, onde trabalhou como jornalista e crítica de cinema e teatro; devido a seus artigos de escrita humorística e inteligente,  Söderhjelm se tornou popular entre escritores e artistas suecos. Durante este período, também publicou obras sobre a Revolução Francesa, em francês e sueco.
Foi contratada para trabalhar com professora de história geral, em 1927, na Åbo Akademi. Em 1930, publicou sua obra literária, Fersen et Marie-Antoinette, onde relata que a rainha Maria Antonieta esteve em um relacionamento amoroso com o aristocrata sueco Axel von Fersen; a obra foi bem recebida no exterior, e Söderhjelm foi convidada a palestrar em universidades e a fazer parte da Société d'histoire de la révolution.
Ao se aposentar em 1937, mudou-se para Estocolmo. Faleceu em uma casa de repouso na cidade de Saltsjöbaden, no dia 17 de março de 1949.

## Obras e publicações
- 1900 - Le régime de la presse pendant la révolution française. (edição francesa).[3]

- 1903 - Kulturförhållanden sob franska revolutionen. (edição sueca).[3]
- 1907 - Jakobstads historia.[3]
- 1911 - Brahestad 1649 – 1899.[3]
- 1916 - Historiska ensaísta I: Napoleões syskon.[3]
- 1918 - Revolutionärer och emigranter.[3]
- 1920 - Sverige och den franska revolutionen.[3]
- 1921 - Det främmande ögat : utfall och infall.[3]
- 1922 - Kärlekens väninna.[3]
- 1925 - Unga träd. Estocolmo.[3]
- 1925 - Axel von Fersens dagbok. (como editora).[3]
- 1927 - Den stora revolutionen.[3]
- 1929 - Min värld.[3]
- 1930 - Fersen et Marie Antoinette : correspondance et journal intime inédit de Comte Axel de Fersen.[3]
- 1932 - Mina sju magra år.[3]
- 1934 - Marie Antoinette et Barnave : correspondance secrète.[3]
- 1937 - Georg Carl von Döbeln.[3]
- 1938 - Åbo tur och retur.[3]
- 1939 - Carl Johan.[3]
- 1939 - Råd till fruar och fröknar.[3]
- 1940 - Fem droppar i aftongroggen : presetbok till herrarna i kräftsäsongen.[3]
- 1944 - Oscar I.[3]

## Prêmios
- 1918 - Vapaudenmitali (Medalha da Liberdade).[3]
- 1945 - Suomen Valkoinen Ruusu (A Rosa Branca da Finlândia).[3]